# Neven Schark

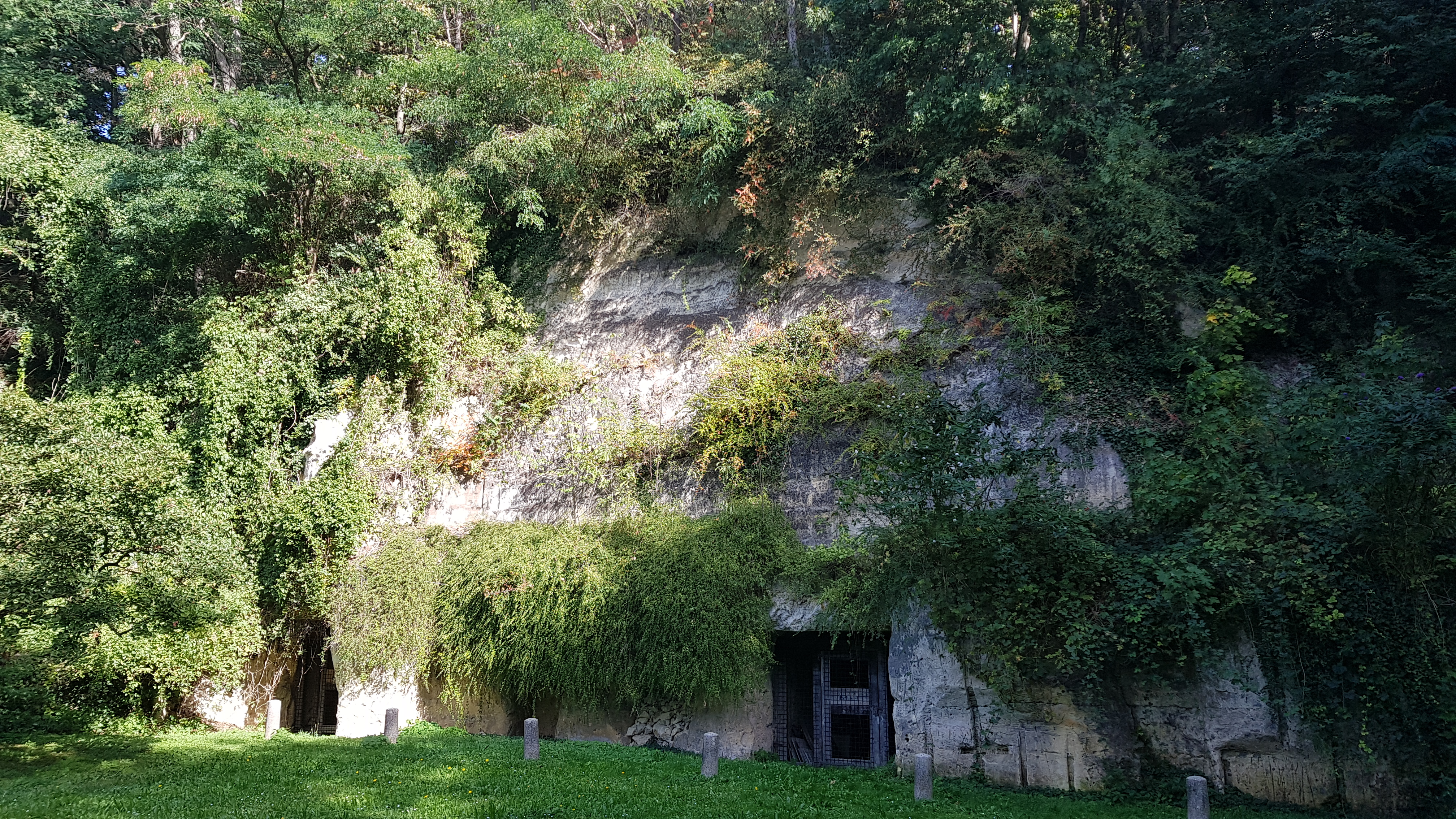
de twee ingangen van de groeve

De Neven Schark, Nevenschark of Kleine Schark is een voormalige Limburgse mergelgroeve in Nederlands Zuid-Limburg in de gemeente Maastricht. De groeve ligt in de oostelijke dalwand van het Jekerdal en op de noordwestelijke helling van de Sint-Pietersberg en het Plateau van Caestert.
Direct zuidelijk naast de groeve-ingang bevindt zich de ingang van de groeve Groeve de Schark. Op ongeveer 400 meter ten noordoosten ligt de Groeve van der Zwaan en op ongeveer 300 meter ten zuidwesten ligt de Groeve de Tombe. Op ongeveer 125 meter ten zuidoosten van de groeve-ingang ligt de noordwestelijke groeve-wand van de ENCI-groeve.

## Geschiedenis
In 1921 verwierven de Broeders van de Beyart het buitenhuis Schark. Het terrein omvatte toen reeds een kleine mergelgroeve die in eerdere jaren door blokbrekers was aangelegd. De broeders versierden diverse groevewanden met onder andere houtskooltekeningen.
In 1972 werd de groeve eigendom van de ENCI.
Sinds 2005 worden de gebouwen op het terrein gebruikt voor de dagopvang van ouderen.
In april 2017 werd het eigendom van de groeve door de ENCI overgedragen aan Natuurmonumenten.

## Groeve
De groeve is de kleinere groeve van de twee groeves en gaat ongeveer 45 meter diep de bergwand in. Neven Schark heeft twee ingangen en er zijn meerdere zijgangen. De groeve heeft geen verbinding met Groeve de Schark.

## Geologie
De groeve is uitgehouwen de Kalksteen van Nekum uit de Formatie van Maastricht.